# Operatie Speedwell
Operatie Speedwell was een operatie van de Special Air Service (SAS) in Italië. Op 7 september 1943 werden er diverse aanvallen ondernomen tegen treinen op het spoor nabij Genua. Een groep van veertien personen deelde zich op in kleinere groepen en vielen beurtelings de objecten aan. De troepen keerden na zeven maanden achter vijandelijke linies terug in vriendelijk gebied.